# Anthony Averett
Anthony Averett (geboren am 30. November 1994 in Woodbury, New Jersey) ist ein US-amerikanischer American-Football-Spieler auf der Position des Cornerbacks. Er spielte College Football für die University of Alabama und stand bei den Baltimore Ravens, den Las Vegas Raiders und den Pittsburgh Steelers in der National Football League (NFL) unter Vertrag.

## College
Averett besuchte die Woodbury High School in seiner Heimatstadt in New Jersey und war dort als Footballspieler sowie als Leichtathlet erfolgreich. Ab 2013 ging Averett auf die University of Alabama und spielte College Football für die Alabama Crimson Tide. Nach einem Jahr als Redshirt kam er 2014 in einem Spiel und 2015 in mehreren Partien vor allem in den Special Teams zum Einsatz. Beim Sieg der Crimson Tide im College Football Playoff National Championship Game gegen die Clemson Tigers stand er nicht auf dem Feld. In der Saison 2016 wurde Averett zum Stammspieler. Dabei setzte er 48 Tackles, davon drei für Raumverlust, zudem wehrte er acht Pässe ab und erzwang zwei Fumbles. Auch 2017 verteidigte Averett acht Pässe, außerdem gelang ihm eine Interception. Er gewann mit Alabama zum zweiten Mal die nationale Meisterschaft und erzielte bei 26:23-Sieg über die Georgia Bulldogs im Finalspiel sechs Tackles sowie einen Sack und verhinderte einen Pass.

## NFL
Averett wurde im NFL Draft 2018 in der vierten Runde an 118. Stelle von den Baltimore Ravens ausgewählt. In seinen ersten beiden NFL-Spielzeiten spielte Averett in der Defense keine große Rolle und wurde vorwiegend in den Special Teams eingesetzt, da die Ravens mit Marlon Humphrey – mit dem Averett bereits für Alabama drei Jahre lang zusammen gespielt hatte – und Jimmy Smith bereits zwei gute Outside-Cornerbacks im Kader hatten. In der Saison 2020 konnte Averett in zehn Partien sieben Pässe verhindern, wegen einer Schulterverletzung fehlte er in der Mitte der Saison für mehrere Wochen. Zum Saisonende kam er als Ersatz für Jimmy Smith als Starter zum Einsatz, insgesamt verzeichnete er vier Starts. Durch den verletzungsbedingten Ausfall von Marcus Peters rückte Averett in der Saison 2021 in die Stammformation auf.
Im März 2022 nahmen die Las Vegas Raiders Averett unter Vertrag. Er bestritt sechs von sieben Partien als Starter, zehn Spiele verpasste er wegen eines gebrochenen Daumens und einer Zehenverletzung.
Am 3. August 2023 unterschrieb Averett einen Einjahresvertrag bei den San Francisco 49ers. Er wurde vor Saisonbeginn auf die Injured Reserve List gesetzt und einigte sich anschließend mit den 49ers auf eine Vertragsauflösung. Am 10. Oktober 2023 nahmen die Detroit Lions Averett für ihren Practice Squad unter Vertrag. Am 14. November wurde er entlassen, ohne vorher ein Spiel für die Lions absolviert zu haben.
Im Mai 2024 nahmen die Pittsburgh Steelers Averett nach einem Probetraining unter Vertrag. Er wurde im Rahmen der Kaderverkleinerung auf 53 Spieler vor Beginn der Regular Season entlassen und anschließend in den Practice Squad aufgenommen. Am 28. Oktober 2024 wurde er von den Steelers entlassen, ohne zum Einsatz gekommen zu sein. Im Januar 2025 schloss er sich in den Play-offs dem Practice Squad der Houston Texans an und unterzeichnete dort zunächst auch einen Vertrag für die Saison 2025, wurde aber am 17. März 2025 entlassen.

### NFL-Statistiken
| Saison                             | Saison | Spiele       | Spiele       | Tackles      | Tackles      | Tackles      | Tackles      | Interceptions | Interceptions | Interceptions | Interceptions | Interceptions | Fumbles      | Fumbles      | Fumbles      |
| Jahr                               | Team   | Spiele       | als Starter  | Gesamt       | Solo         | Ast          | Sacks        | PD            | INT           | Yds           | Lng           | TD            | FF           | FR           | TD           |
| ---------------------------------- | ------ | ------------ | ------------ | ------------ | ------------ | ------------ | ------------ | ------------- | ------------- | ------------- | ------------- | ------------- | ------------ | ------------ | ------------ |
| 2018                               | BAL    | 11           | 0            | 5            | 5            | 0            | 0,0          | 2             | 0             | 0             | 0             | 0             | 0            | 0            | 0            |
| 2019                               | BAL    | 9            | 3            | 15           | 14           | 1            | 0,0          | 2             | 0             | 0             | 0             | 0             | 0            | 0            | 0            |
| 2020                               | BAL    | 10           | 4            | 27           | 22           | 5            | 0,0          | 7             | 0             | 0             | 0             | 0             | 0            | 0            | 0            |
| 2021                               | BAL    | 14           | 14           | 54           | 46           | 8            | 0,0          | 11            | 3             | 21            | 21            | 0             | 0            | 0            | 0            |
| 2022                               | LV     | 7            | 6            | 13           | 12           | 1            | 0,0          | 1             | 0             | 0             | 0             | 0             | 0            | 0            | 0            |
| 2023                               | DET    | kein Einsatz | kein Einsatz | kein Einsatz | kein Einsatz | kein Einsatz | kein Einsatz | kein Einsatz  | kein Einsatz  | kein Einsatz  | kein Einsatz  | kein Einsatz  | kein Einsatz | kein Einsatz | kein Einsatz |
| 2024                               | PIT    | kein Einsatz | kein Einsatz | kein Einsatz | kein Einsatz | kein Einsatz | kein Einsatz | kein Einsatz  | kein Einsatz  | kein Einsatz  | kein Einsatz  | kein Einsatz  | kein Einsatz | kein Einsatz | kein Einsatz |
| Gesamt                             | Gesamt | 51           | 27           | 114          | 99           | 15           | 0,0          | 23            | 3             | 21            | 21            | 0             | 0            | 0            | 0            |
| Quelle: pro-football-reference.com |        |              |              |              |              |              |              |               |               |               |               |               |              |              |              |

## Persönliches
Averetts Onkel Bryant McKinnie spielte zwölf Jahre lang als Offensive Tackle in der NFL.